# Native American Journalists Association
La Native American Journalists Association (NAJA) amb seu a Norman (Oklahoma) al campus de la Universitat d'Oklahoma, és una organització dedicada a donar suport als amerindis dels Estats Units en periodisme.

## Missió i estructura
L'organització busca millorar la representació dels amerindis a les sales de redacció i en la professió del periodisme, La NAJA és un grup membre d'UNITY: Journalists of Color, Inc., una organització fundada en 1994. Cada any, l'organització reconeix els periodistes amerindis i membres associats amb premis de periodisme per la seva excel·lència en la cobertura en una varietat d'àrees temàtiques. NAJA acull tallers i conferències per ensenyar i compartir els coneixements periodístics necessaris per cobrir qüestions al voltant del país amerindi.
Mary Hudetz, una reportera d'Associated Press, és l'actual presidenta. Els capítols dels alumnes estan situats a la Universitat d'Arizona i a la Universitat de Colúmbia.

## Antecedents
L'associació fou fundada com a Native American Press Association en 1984 amb finançament inicial proporcionat per la Fundació Gannett. Adrian C. Louis, Jose Barreiro, Tim Giago, i Bill Dulaney, entre d'altres, foren els membres fundadors.
L'organització tenia la seva seu a la Universitat de Dakota del Sud a Vermillion (Dakota del Sud) a partir de 2002. En 2003 es va traslladar a Al Neuharth Media Center, on comparteix espai amb el Freedom Forum. El 2008 es va traslladar al Gaylord College of Journalism and Mass Communication de la Universitat d'Oklahoma a Norman (Oklahoma).

## Accions i divulgació
El treball de l'organització 501(c) inclou advocar per millors representacions dels amerindis als mitjans de comunicació. L'organització es va pronunciar contra ús del nom Gerónimo pel govern dels Estats Units com a codi per a Ossama bin Laden.
NAJA va celebrar la seva Xa Conferència Anual de Periodisme Amerindi al Crazy Horse Memorial en 2009. La Native American Journalists Association celebrà la seva 25a convenció anual en 2009.
NAJA ha estat una de les organitzacions que ha plantejat preguntes als debats presidencials de 2012 i altres fòrums presidencials.
Una entrevista de 2009 C-SPAN perSonja Gavankar al Newseum va comptar amb dos membres de la Native Americans Journalists Association, Jeff Harjo i Rhonda LeValdo, discutint les seves preocupacions pel que fa a la cobertura dels mitjans de comunicació dels amerindis.